# Chinesische Futsalnationalmannschaft
Die chinesische Futsalnationalmannschaft ist eine repräsentative Auswahl chinesischer Futsalspieler. Die Mannschaft vertritt den chinesischen Fußballverband bei internationalen Begegnungen.

## Abschneiden bei Turnieren
Für Weltmeisterschaftsendrunden unter der Schirmherrschaft der FIFA qualifizierte sich die Nationalmannschaft Chinas dreimal. Bei allen drei Teilnahmen schied die Mannschaft ohne Punktgewinn aus.
An Asienmeisterschaften nahm das Team insgesamt sieben Mal teil. 2004, 2008 und 2010 überstand man die Vorrunde des Turniers. Bestes Abschneiden war der 4. Platz 2008 und die damit verbundene Qualifikation zur Futsal-WM 2008.

### Futsal-Weltmeisterschaft
- 1989 – nicht teilgenommen
- 1992 – Vorrunde
- 1996 – Vorrunde
- 2000 – nicht teilgenommen
- 2004 – nicht qualifiziert
- 2008 – Vorrunde
- 2012 – nicht qualifiziert
- 2016 – nicht qualifiziert
- 2021 – nicht qualifiziert
- 2024 – nicht qualifiziert

### Futsal-Asienmeisterschaft
- 1999 – nicht teilgenommen
- 2000 – nicht teilgenommen
- 2001 – nicht teilgenommen
- 2002 – Vorrunde
- 2003 – Vorrunde
- 2004 – Viertelfinale
- 2005 – Vorrunde
- 2006 – Vorrunde
- 2007 – Vorrunde
- 2008 – 4. Platz
- 2010 – 4. Platz
- 2012 – Vorrunde
- 2014 – Vorrunde
- 2016 – Vorrunde
- 2018 – Vorrunde
- 2022 – nicht qualifiziert
- 2024 – Vorrunde

### Futsal-Asian Indoor Games
- 2005 – 4. Platz
- 2007 – 4. Platz
- 2009 – nicht teilgenommen
- 2013 – Viertelfinale
- 2017 – Vorrunde